# Naarajärvi (sjö i Kuopio, Norra Savolax)
Naarajärvi är en sjö i kommunen Kuopio i landskapet Norra Savolax i Finland. Sjön ligger 120,5 meter över havet. Den är 29 meter djup. Arean är 2,84 kvadratkilometer och strandlinjen är 30,14 kilometer lång. Sjön  ingår i Vuoksens huvudavrinningsområde.   Den ligger omkring 21 kilometer väster om Kuopio och omkring 330 kilometer norr om Helsingfors. 
I sjön finns öarna Matosaari och Makuusaaret. Naarajärvi ligger nordöst om Saittajärvi, och nordöst om Naarajärvi ligger Suuri-Palonen och Pieni-Palonen. 